# Jerónimo Ignacio Costa
Jerónimo Costa (n. Buenos Aires, Argentina; 5 de febrero de 1984) es un futbolista argentino nacionalizado ecuatoriano. Juega de portero y su equipo actual es Manta Fútbol Club de la Serie B de Ecuador.

## Clubes
| Club               | País      | Año         |
| ------------------ | --------- | ----------- |
| Quilmes            | Argentina | 2005 - 2007 |
| Imbabura S. C.     | Ecuador   | 2007        |
| Municipal Cañar    | Ecuador   | 2009        |
| Liga de Portoviejo | Ecuador   | 2010        |
| Macará             | Ecuador   | 2011        |
| Grecia de Chone    | Ecuador   | 2012 - 2013 |
| Aucas              | Ecuador   | 2014        |
| Fuerza Amarilla    | Ecuador   | 2015 - 2017 |
| Liga de Portoviejo | Ecuador   | 2018 - 2020 |
| Deportivo Cuenca   | Ecuador   | 2020 - 2021 |
| Manta F. C.        | Ecuador   | 2022 - act. |

## Palmarés

### Campeonatos nacionales
| Título  | Club            | País    | Año  |
| ------- | --------------- | ------- | ---- |
| Serie B | Aucas           | Ecuador | 2014 |
| Serie B | Fuerza Amarilla | Ecuador | 2016 |